# De skulle offras
De skulle offras (engelska: They Were Expendable) är en amerikansk krigsfilm från 1945 i regi av John Ford och Robert Montgomery.
Filmen bygger på William Lindsay Whites roman med samma namn.

## Handling
Kapten Brickley kämpar för att bevisa att hans grupp motortorpedbåtar är effektiva i försvaret av Filippinerna mot den japanska invasionsflottan.

## Rollista i urval
- Robert Montgomery - kapten John Brickley
- John Wayne - kapten J.G. "Rusty" Ryan
- Donna Reed - kapten Sandy Davyss
- Jack Holt - general Martin
- Ward Bond - "Boats" Mulcahey
- Marshall Thompson - fänrik "Snake" Gardner
- Paul Langton - fänrik "Andy" Andrews
- Leon Ames - major James Morton
- Donald Curtis - kapten J.G. "Shorty" Long
- Cameron Mitchell - fänrik George Cross
- Jeff York - fänrik Tony Aiken